# Тирпиц (линеен кораб, 1939)
Вижте пояснителната страница за други значения на Тирпиц.
Тирпиц (на немски: Tirpitz) е вторият германски линеен кораб от типа „Бисмарк“. Практически не участва в бойните действия през Втората световна война, но със своето присъствие в Норвегия заплашва арктическите конвои към СССР и сковава значителни сили на британския флот. Опитите да се унищожи „Тирпиц“ продължават повече от две и половина години. Британците успяват периодично да изваждат кораба от строя, но техните усилия се увенчават с пълен успех едва през ноември 1944 г. след атака по въздуха със свръхтежките бомби от типа Tallboy. Детайли от линкора и до днес се намират във военни музеи по света.

## История на строителството, конструкция, съдба
Корабът е спуснат на вода на 1 април 1939 г. Своето име носи в чест на гросадмирала Алфред фон Тирпиц – основателя на съвременния германски флот. Първоначално се предполага, че „Тирпиц“ ще действа като рейдер, нападайки търговските кервани на съюзниците
в Северния Атлантик. Обаче съдбата на линкора „Бисмарк“ кара и Хитлер, и гросадмирал Редер с голяма предпазливост да гледат на възможностите на големите надводни артилерийски кораби, без те да имат поддръжката на самолетоносачи (тяхното строителство в Германия като резултат от това временно е ускорено, но в строй нито един от тях, в края на краищата, така и не влиза), за това „Тирпиц“ се използва крайно предпазливо и, като следствие, рядко.
През януари 1942 г. „Тирпиц“ е изпратен в норвежки води за прихващане на арктическите конвои към СССР и противодействие на операцията „Archery“ на британските командоси на остров Вогсьой (на норвежки: Vågsøy). Там, във фиордите, той престоява практически през цялата Втора световна война. Обаче даже простото присъствие на „Тирпиц“ на Арктическия морски театър на военни действия свързва значителни сили на Кралския Флот, макар за цялото време на пребиваването му в Норвегия той да има само три настъпателни операции. Независимо от последното, британското Адмиралтейство отчита потенциалната опасност на линкора и не прекратява своите усилия по неговото унищожаване. След нееднократни атаки по въздух и под вода, „Тирпиц“ е потопен на стоянката му в Тромсьо на 12 ноември 1944 г. в резултат на авионападение с използването на свръхтежките 5,5-тонни бомби Tallboy.

## Операциите на „Тирпиц“

### Операция Sportpalast
В началото на март 1942 г. немците предприемат опит да прехванат конвоите PQ-12 и QP-8. PQ-12 отплава на 1 март 1942 г. от порт в Исландия, а QP-8 – примерно по същото време от Мурманск. На 5 март „Тирпиц“ в съпровождение на три разрушителя напуска базата си и се насочва през Северния ледовит океан към остров Медвежий. Поради лошото време конвоите не са открити, само единият от разрушителите засича и потопява изостаналия от QP-8 съветски лесовоз „Ижора“. На 9 март „Тирпиц“ е забелязан от самолет, базиращ се на самолетоносача HMS Victorious, и командващият отряда вицеадмирал (впоследствие адмирал) Ото Цилиакс (на немски: Otto Ciliax) взема решението незабавно да прекрати похода и да се върне в базата.

### Операция Rösselsprung
През юли 1942 г. немското командване планира да използва линкора „Тирпиц“, броненосеца „Адмирал Шеер“ и тежкия крайцер „Адмирал Хипер“ съвместно с разрушители и миноносци за атака над конвоя PQ-17 (план Rösselsprung – „Ход на коня“). Поради забавяне на разрешението за начало на операцията (то се дава лично от Хитлер), излизането им в морето е едва на 5 юли. Към този момент става известно, че конвоят вече е разпуснат и „Тирпиц“ се връща обратно. Така „Тирпиц“ не нанася пряк ущърб на конвоя. Обаче PQ-17, разпуснат и оставен без охрана именно поради заплахата от страна на „Тирпиц“, безпрецедентно силно пострадва от атаките на германската авиация и подводни лодки.

### Атаката на Лунин
В деня на излизането си от пункта на дислокация във Вестфиорд линкорът е атакуван от съветската подводна лодка К-21 под командването на капитана 2-ри ранг (впоследствие – контраадмирал) Николай Лунин. Лодката произвежда залп от четирите кърмови торпедни апарата. Екипажът на лодката не наблюдава резултата от своята торпедна атака непосредствено, обаче чува два силни взрива и серия по-слаби. Лунин в своя доклад предполага, че взривовете се обясняват с попаденията на торпедата в линкора, едновременно допускайки вероятност за това, че торпедата са уцелили и един от разрушителите на ескорта; в щаба на бригадата подводни лодки на Северния Флот на основа неговия доклад и данните от разузнаването е направен извод за потопяването на разрушителя и повреждането на линкора. В съветската и съвременната руска мемоарна и популярна литература, а също и в публицистиката многократно се среща твърдението за повреждането на „Тирпиц“ в хода на атаката на К-21 (в съветското време до настъпването на епохата на „гласността“, през 1987 г., това е официалната – в мисъл на „единствено допусканата“ – гледна точка както в историографията, така и в литературата за масовия читател).
Руският историк Мирослав Морозов предполага, че поради неправилното определяне на елементите на движение на целта, големия ъгъл на среща и прекалено голямата дистанция на стрелба германските кораби даже теоретично не могат да получат попадения, а чутите от екипажа на К-21 взривове се обясняват или с детонирането на торпедата при техните удари в грунта (в края на траекторията на движение бойното торпедо в случай на непоражение на целта потъва), или на отдалечени взривове на дълбочинните бомби, „профилактично“ пускани от корабите на ескорта. В корабните документи на „Тирпиц“ за операцията „Ход на коня“ няма никакви упоменавания за атаката на Лунин.

### Операция Sizilien
През септември 1943 г. е проведена операция Sizilien („Сицилия“) – рейд над острова Шпицберген. Германските войски десантират на острова при артилерийска поддръжка от линкора „Тирпиц“, линейния крайцер „Шарнхорст“ и девет разрушителя. Немците заемат острова от 6 септември до 9 септември 1943 г. Операция Sizilien е единственият случай, когато „Тирпиц“ стреля от своите оръдия по друг противник, а не по въздушни цели (обаче по съдове на противника той никога така и не произвежда нито един изстрел).

### Операциите против „Тирпиц“
Британците не прекратяват атаките над „Тирпиц“ дотогава, докато не потопяват линкора.

### Операция Title
30 – 31 октомври 1942 г.: опит да се унищожи „Тирпиц“ с помощта на управляеми подводни апарати под кодовото название „Chariot“ („Колесница“), представляващи торпеда, управлявани от човек. Към мястото на стоянката на „Тирпиц“ апаратите трябва да се доставят чрез скрито буксиране в подводно положение с помощта на риболовния катер „Arthur“ (с капитан Leif Larsen).
На 30 октомври катерът с торпедата на буксир успява да влезе в Тронхеймс фиорд. Когато до мястото на стоянка на „Тирпиц“ остават не повече от 15 мили (28 km), излиза силен насрещен вятър с вълни. На 31 октомври, в 22:00, зад кърмата се раздава силно скърцане. „Артур“ влиза в най-близкия залив, където водолаз открива загубата на двете торпеда. В този момент до „Тирпиц“ остават по-малко от 10 мили (18,5 km). Катерът е потопен и екипажът му се отправя пеша към шведската граница.
Немците по-късно откриват потопения катер и след обследването му стигат до извода, че той е предназначен за специална операция.

### Операция Source
През септември 1943 г. е първата успешна операция против „Тирпиц“. За атаката са използвани подводните мини-лодки от типа „Екс“ (на английски: X class submarine). По-голямата част от пътя мини-лодките плават на буксир от нормални подводници. От шестте свръхмалки подводни лодки да атакуват „Тирпиц“ са определени три: X5 (лейт. Хенти-Крир), X6 (лейт. Доналд Кемерън) и X7 (лейт. Базил Плейс). Лодката X5 е засечена и потопена, но X6 и X7 пускат под линкора четири 2-тонни мини, заредени с аматол. След това лодките също са забелязани, а техните екипажи попадат в плен. Независимо от откритата опасност, „Тирпиц“ не успява да тръгне от стоянката си до взрива на мините. Взривът нанася на линкора сериозни повреди: повредени са шпангоути в носовата част и е откъсната от основата една от турбините. Кула „C“, с тегло около 2000 тона, е подхвърлена във въздуха и при падането си заклинва лагерния погон. Поправката на кулата извън док се оказва невъзможна. Освен това излизат от строя всички далекомери и прибори за управление на огъня. В резултат на получените повреди линкорът за шест месеца е небоеспособен и неговата максимална скорост съществено намалява.
За успешното провеждане на операцията капитаните на мини-подводниците X6 и X7 са наградени с кръстове Виктория – висши военни награди на Британската империя.

### Операция Tungsten
Към април 1944 г. „Тирпиц“ е ремонтиран и отново може да представлява опасност. В отговор на тази заплаха британския флот предприема операцията с кодово название „Tungsten“ („Волфрам“). В атаката участват значителни сили на флота, в т.ч.: два линкора, два ескадрени самолетоносача, два бързоходни леки самолетоносача, два крайцера и шестнадесет разрушителя. Атаката започва на 3 април, в навечерието на излизането на „Тирпиц“ за ходови изпитания след ремонта.
В нападението участват две вълни торпедоносци Fairey Barracuda в съпровождането на изтребители за ескорт. Атакуващите самолети носят, обаче, не торпеда, а бомби от различни типове: бронебойни, фугасни, дълбочинни и осколъчни. Първата вълна нанася удар в 05:30. Към 08:00 атаката е завършена: загубите са три самолета. Екипажът на „Тирпиц“ губи 123 души убити и 300 ранени. Бронираните пояс и палуба на линкора при тази атака не са повредени, обаче надстройките понасят значителен ущърб, който отнема три месеца за ремонт.

### Операциите Planet, Brawn, Tiger Claw и Mascot
Линейният кораб „Тирпиц“ както и преди си остава заплаха, затова британското адмиралтейство продължава да планира операции против него. Обаче поради лошото време в периода април-май 1944 г. англичаните отменят три нападения: операциите Planet, Brawn и Tiger Claw.
Следващата атака на съюзниците с използването на самолетоносачи (операция Mascot) е през юли 1944 г. Обаче към този момент немците значително усилват противовъздушната отбрана, и особено системата за димна завеса, в резултат на което атаката завършва безуспешно: атакуващите самолети нямат нито едно попадение.

### Операции Goodwood I, II, III и IV
През август 1944 г. „Тирпиц“ най-накрая преминава морските изпитания. Скоро след това британците отново провеждат въздушни нападения (операции Goodwood I и Goodwood II), които пак завършват безрезултатно поради влошените метеорологични условия.

### Операциите Paravane, Obviate и Catechism
„Операция Paravane“ („Параван“) е предприета от Кралските ВВС на 15 септември от летището в Ягодник до Архангелск. Самолети Avro Lancaster са въоръжени с 5,5-тонните бомби Tallboy и експерименталните 500-фунтови (227-kg) подводни „ходещи“ (самотранспортиращи се) мини. Независимо от димната завеса, поставена за защитата на „Тирпиц“, една от бомбите все пак уцелва носа на кораба, нанасяйки повреди, правещи го практически немореходен. За немците е практически невъзможно да поставят „Тирпиц“ в сух док за ремонт, затова през октомври линкорът е преведен в Тромсьо в качеството на „тежка артилерийска плаваща батарея“ в случай на очакваното нахлуване на Съюзниците в Норвегия. Новото място за дислокация на кораба вече се намира в пределите на досегаемост на тежките бомбардировачи на Бомбардировъчното командване на Кралските ВВС, базирани в Северна Шотландия, и британците продължават атаките над „Тирпиц“, без да знаят за взетото от немците решение да не възстановяват кораба.
На 28 октомври от базата Лосимут в Шотландия започва поредното нападение над „Тирпиц“ под названието „Операция Obviate“, обаче в последния момент корабът е скрит от облаци, и само една бомба Tallboy, детонирала недалеч от кораба, огъва гребния вал.
Но следващия път, на 12 ноември, по време на операцията „Catechism“ над „Тирпиц“ няма нито димна завеса, нито облаци. Корабът е уцелен от три бомби Tallboy: една отскача от куполната броня, но двете други пробиват бронята и правят около 200-футова (приблизително 60 m) дупка в неговия ляв борд, предизвиквайки също пожар и последващ взрив в погреба на кула „С“, като взривът я откъсва. В крайна сметка „Тирпиц“ ляга на борд, а след това се преобръща и около 10 минути след атаката потъва западно от Тромсьо, в залива Хокьойботн, отнасяйки със себе си на дъното над 950 души от намиращите се на борда му към 1700.
По непонятни причини изтребителите на Луфтвафе не успяват да попречат на атаката на британската бомбардировъчна авиация над „Тирпиц“. Германската ПВО успява само да повреди двигателя на един от самолетите, участващи в нападението, но неговият екипаж се спасява, приземявайки се „твърдо“ в Швеция. В резултат на този провал командирът на ескадрила 9./JG 5 на 5-и въздушен флот на Луфтвафе, отговорен за изтребителното прикритие на района на Тромсьо, майор Хенрих Ерлер е обвинен в престъпно пренебрегване на служебните си задължения и е осъден на смърт, присъдата е заменена с три години каторга с предварителното му изпращане на фронта в полеви наказателен лагер (един от видовете наказателни военни формирования на Третия Райх, отличаващи се с особено суров режим) до края на войната.
Унищожаването на „Тирпиц“ отстранява последната сериозна надводна заплаха за комуникациите на съюзниците в Северния Атлантик и Северния ледовит океан. Това позволява да се преведат главните надводни сили на Кралския флот – ескадрените самолетоносачи, бързоходните леки самолетоносачи, линейните кораби и линейният крайцер „Ринаун“ (HMS Renown) от Атлантическия театър на войната, където те се намират като „сили за сдържане“ – в Индийския и Тихия океани, където те вземат участие в бойните действия против Япония.

## След войната
След войната отломките на „Тирпиц“ са продадени на норвежка компания, след което линкорът е разрязан на части и изнесен. Обаче значителен фрагмент от носовата част си остава там, където е потънал през 1944 г. Освен това електрогенераторите от кораба са използвани като временна електростанция, снабдяваща рибната промишленост до град Хонингсвог (на норвежки: Honningsvåg).
Понастоящем фрагменти от линкора се използват от норвежкия пътен департамент (Vegvesenet) като временно пътно платно при провеждането на ремонтни работи. Някои части на кораба са претопени на брошки и друга бижутерия. Освен това значителен фрагмент от бронираната обшивка се съхранява в Кралския военноморски музей „Explosion!“ („Взрив!“) в Госпорт, Хампшър.
Недалеч от мястото на потопяването на „Тирпиц“ съществуват изкуствени езера в кратерите от разривите на бомбите Tallboy, не попаднали в целта.

## Команден състав
- Указания при строителството: капитан цур зее (капитан 1 ранг) Фридрих Карл Топ (на немски: Friedrich Carl Topp), 15 януари 1941 г. – 25 февруари 1941 г.
- капитан цур зее Фридрих Карл Топ, 25 февруари 1941 г. – 24 февруари 1943 г.
- капитан цур зее Ханс Карл Мейер (на немски: Hans Karl Meyer), 24 февруари 1943 г. – 1 май 1944 г.
- капитан цур зее Волф Юнге (на немски: Wolf Junge), 1 май 1944 г. – 4 ноември 1944 г.
- капитан цур зее Роберт Вебер (на немски: Robert Weber), 4 ноември 1944 г. – 12 ноември 1944 г.(загива заедно с кораба)

## В културата
- С „Тирпиц“ е свързана една от мисиите в играта Hidden & Dangerous 2, където група британски разузнавачи изпълняват задание за миниране на кораба. В играта мисията преминава удачно, заминиран е не само самия „Тирпиц“, но и тралчикът „Олаф“, а също от последния е открадната шифровъчната машина „Енигма“.
- „Тирпиц“ се споменава и в играта Call of Duty в британските мисии, където двама разузнавачи осъществяват на линкора диверсия – миниране на котлите и унищожаване на електронните блокове на РЛС.
- „Тирпиц“ също се споменава в играта Wolfenstein в началното филмче, където агент Блазкович, главният герой, осъществява на кораба диверсия и го отправя на дъното.
- „Тирпиц“ е необходимо да се унищожи в една от последните мисии в играта Battle of Europe.